# Janusz Piotrowic
Janusz Piotrowic, niekiedy Jan Piotrowic (ur. w XIV w., zm. ?) – pierwszy sołtys wsi Łodzia (łac. Lodzia) oraz Widzewnica, późniejszego miasta Łodzi.
W 1337 r. Władysław książę łęczycki i dobrzyński zwolnił 14 wsi, w tym wieś Lodzia, od wszelkich opłat, podatków, posług, powinności i innych ciężarów oraz od sądownictwa książęcego. Właściciel dóbr, czyli biskup włocławski, uzyskał zgodę na przeniesienie wsi na prawo niemieckie. Z tego przywileju skorzystano dopiero w 1387 r. Wówczas to pierwszym sołtysem wsi Łodzia, został Jan Piotrowic, który otrzymał w uposażeniu 4 łany ziemi w Łodzi i Widzewie oraz prawo do wybudowania własnego młyna na Widzewie (Wójtowski młyn), a także 1/3 dochodów z miejscowej karczmy i spraw sądowych. Pozostałe 2/3 dochodów miało być oddawane ówczesnemu kanonikowi Piotrowi Śliwce, a po jego śmierci biskupom.

## Legenda
Chociaż postać Janusza Piotrowica jest prawdziwa i był on pierwszym sołtysem ówczesnej Łodzi i Widzewnicy, to wśród miejscowej ludności wykształciła się z czasem legenda dotycząca pochodzenia nazwy Łodzi, której głównym bohaterem stał się właśnie pierwszy sołtys obu wsi. W legendzie występuje on jedynie pod swoim imieniem.
Według legendy, Janusz zbiegł z łęczyckiego grodu i udał się na wyprawę w górę rzeki Bzury. W czasie podróży napotykał na drodze różne przeszkody – krzaki, błoto czy płycizny, które utrudniały dalszą przeprawę. U źródeł Bzury Janusz znalazł dziki dukt leśny, który prowadził do drugiej rzeczki, zaczynającej swój bieg na dzisiejszych Dołach i Sikawie. Rzeką tą była Łódka, nazywana wówczas Starą Strugą. Płynąc nowym szlakiem, Januszowi coraz trudniej szła przeprawa, co miało być, według legendy, spowodowane nadwyrężoną już łódką lub noszonym u boku przez bohatera świętym obrazkiem, który zaczął mu w pewnym momencie ciążyć. Janusz miał zatrzymać się w miejscu, gdzie dzisiaj stoją kamienice – przy ul. Zgierskiej w parku Staromiejskim. Tam Janusz wyciągnął na północny brzeg swoją łódkę, wdrapał się na pagórek i rozejrzał wokoło. Okolica wydała mu się spokojna, więc postanowił wybudować szałas na nocleg, a na następny dzień ruszyć dalej. Zanim to jednak uczynił, zerwała się ulewa. Janusz szybko wziął swoją łódź i postawił dnem do góry, aby mieć schronienie przed deszczem. Gdy rano wstał, miał usłyszeć głos puszczy, która obiecywała mu drzewa na dalsze budowy oraz zwierzynę. Postanowił zostać i począł budować pierwszy domek, a swą łódkę pozostawił na pamiątkę. Kilka lat później poznał dziewczynę z odległej osady o nazwie Widzew, z którą miał dzieci. Rodzina coraz bardziej się budowała, chat przybywało, a miały one stawać w miejscu nazwanym później Górkami Plebańskimi (dzisiaj miejsce gdzie stoi Kościół Wniebowzięcia Najświętszej Maryi Panny). W piątym pokoleniu powstał Stary Rynek, a mieszkańcy założonej przez Janusza osady, nazwali ją Łodzią, a przepływającą przez nią rzekę Łódka, na pamiątkę łódki pierwszego sołtysa.